# Aspidosiphon spiralis
Aspidosiphon spiralis är en stjärnmaskart som beskrevs av Sluiter 1902. Aspidosiphon spiralis ingår i släktet Aspidosiphon och familjen Aspidosiphonidae. Inga underarter finns listade i Catalogue of Life.